# تروستائو
تروستائو (به آلمانی: Tröstau) یک شهر در آلمان است که در بایرن واقع شده‌است.

## خصوصیات
تروستائو ۱۹٫۲۸ کیلومترمربع مساحت دارد ۵۵۰ متر بالاتر از سطح دریا واقع شده‌است.